# Silene quadrifida
Silene quadrifida är en nejlikväxtart som först beskrevs av Carl von Linné, och fick sitt nu gällande namn av Carl von Linné. Silene quadrifida ingår i släktet glimmar, och familjen nejlikväxter. Inga underarter finns listade i Catalogue of Life.